# 清城ゆき
清城 ゆき（せいじょう ゆき、1986年9月30日-)は、日本の元AV女優。アロハプロモーション所属。

## 略歴・人物
2016年11月、E-BODYの専属女優としてデビューした熟女系の巨乳AV女優。
趣味はヨガ。

## 出演作品

### アダルトDVD
2016年
- E-BODY専属デビュー 激スリム　Fcup美巨乳　結婚4年目　現役人妻着エロモデルAV解禁（11月19日、E-BODY）
- 4本番 旦那に内緒で痙攣絶頂を経験する着エロモデル妻（12月19日、E-BODY）

2017年
- 親族相姦 きれいな叔母さん（1月1日、ヴィーナス）
- フレッシュ人妻ノンフィクション絶頂ドキュメンタリー!! 元大手企業受付嬢のFカップ妻 ゆきさん 32歳（3月1日、マドンナ）※「ゆき」名義
- 生中出し若妻ナンパ! 25（3月10日、S級素人）他出演:推川ゆうり、笹倉杏、原ちとせ、初音ろりあ
- 生撮り素人ハンティング AV男優の凄技SEXで中出し絶頂を繰り返す美人妻　Vol.7（3月13日、Fitch）※「ゆき」名義
- 街で噂の言いなり巨乳のファミレス店員（3月25日、AVS Collector's）
- この清楚な奥様に大量の精子を中出し哀願されました… 子宮口に精子がドピュってぶっかけられる瞬間が堪らないの!（3月25日、美人魔女）
- 元お天気お姉さん、マゾ豚志願でAVデビュー!!（3月31日、ワープエンタテインメント）※「百姫」名義
- 私、実は夫の上司に犯され続けてます…（4月1日、溜池ゴロー）
- 人妻ナンパ自宅中出し×PRESTIGE PREMIUM 欲求不満な人妻5名 in 杉並・池袋・新宿 02（4月7日、プレステージ）他出演:上原志織、小野寺梨紗、美月恋、満嶋陽子
- 僕の知らない妻を見たくて… 28（4月7日、DOC）
- 時間無制限!発射無制限! M男専用 超高級中出し淫語ソープ（4月13日、痴女ヘブン）
- ザ・マジックミラー 顔出し!美人妻限定 清楚な奥様が初めての潮吹き体験! 人前でイキ潮を吹いてしまい恥じらう人妻オマ○コにデカチン挿入!!連続イキ漏らし!!!　合計127発 in池袋（4月19日、ディープス）※「ともみ」名義　他出演:さとこ、むつみ、りょうこ、あき、ゆうこ
- 「酔いつぶれた人妻同僚の無防備パンチラでせんずりしていたのがバレて怒られると思ったらヤられた」 VOL.1（4月20日、DANDY）他出演:吉川あいみ、清本玲奈
- 巨乳女教師の誘惑（5月1日、OPPAI）
- 皆勤賞なのに勉強ができず留年した僕をバカにする隣のおばさんは憎たらしいほど綺麗でスタイルも良いから仕返しとばかりに思わずレイプ! 人生終わったと絶望したが「あなた捨てたもんじゃないわね」ともう一回戦はじまった!!（5月7日、ヴィーナス）
- ネトラレーゼ 妻が引越し先でママ友と無職のうまなみに寝盗られた話し（5月11日、タカラ映像）
- ガチナンパ! 素股までって約束が興奮しちゃった素人女子! 「あっ!?自分で挿れちゃった!」 照れながらもオネダリ腰振りSEX!（5月15日、ピーターズ）他出演:矢口弘美、白咲ゆず ほか
- 120％リアルガチ軟派伝説 vol.48 in 盛岡（5月19日、プレステージ）※「ようこ」名義　他出演:あさみ、えりか、あいか、えりか、ゆりか
- パンチラを見られた人妻は、自分に欲情してくれた事が嬉しく自らパンティーを脱ぎ捨て… 2（5月19日、DOC）※「ゆき」名義　他出演:みゆ、とわ
- 定年退職してヒマになったドスケベ義父の嫁いぢり（6月7日、ヴィーナス）
- 【アソコの食べ○グ】 がっつき放題。 〜このオンナの人生を私的流用しました〜（6月13日、EROTICA）
- 羞恥! 野外腰砕け!激ヤバ・ビッグバンローターをマ○コに入れて潮吹きアクメデート! 14（6月15日、サディスティックヴィレッジ）
- 僕のねとられ話しを聞いてほしい モデルハウスで内覧客に押し倒されて寝盗られた不動産レディの妻（6月19日、JET映像）
- となりのお姉さん（6月24日、HMJM）
- ホンナマ。温泉NTR（6月25日、ビッグモーカル）
- 今日は孕むまでナカに出して…（6月25日、溜池ゴロー）
- あなたの嫌うあの人と‥ 義弟に奪われた兄嫁（6月25日、ながえスタイル）
- 絶対に声を出してはいけない状況なのに、カチコチにおっ起ったチ●ポを見せつけられ羞恥心を煽られるが、逆に今までにない性癖が覚醒し、声を殺してイキ狂うドエロ妻っ!! 2（6月30日（レンタル）/7月7日（セル）、LEO）他出演:水城奈緒、桃瀬ゆり
- 企画に煮詰まったAV監督:松方ピロムがお気に入りのエステティシャンに近づいて営業中にナンパ!仕事終わりの彼女を食事に誘い出し酔わせてラブホに連れ出しFUCKした一部始終を彼女には内緒で発売しちゃいました!（6月30日、ワープエンタテインメント）※「まどか」名義
- SOD女子社員 ソフト・オン・デマンドへOG訪問に来た男子大学生に面倒見のいい巨乳女子社員が身体を張ってお仕事紹介 優秀な人材を確保する為に先輩の優しい乳ま○こで囲い込み…（7月6日、SODクリエイト）※「米崎凪」名義　他出演:羽生夏実
- SODロマンス ママが犯された教室 〜私は娘の同級生たちに輪姦されメスになった〜（7月6日、SODクリエイト）共演:なごみ
- 朝から晩まで中出しセックス 27（7月6日、アイエナジー）
- 【NTR母子姦】　個人的なお話ですが、どうやら妻と息子がヤっているらしい…俺が寝ついて5分後から起床する5分前までえげつないセックスをする妻と息子 寝取られFile.02（7月13日、EROTICA）
- 夜這い家族 義息子達の性処理道具（7月19日、ABC）
- 大和撫子の新・お嗜み! 極太バイブ筆でエロ書道! 書けば書くほど賞金GET!イキ我慢しながらどこまで書けるの!?（7月21日、DOC）※「みか」名義　他出演:さき、みお、あん、りこ、あんな、はるか、みほ、まき
- 性感子宮検診クリニック 気付かれずに強制オーガズムされて理性崩壊レ×プ（7月25日、MOODYZ）他出演:一色さゆり、推川ゆうり
- ぷるぷる巨乳の水着美女の皆さん!! 火照った敏感肌でドデカち●ぽを素股してくれませんか? 素人娘の恥らいま●こに大量中出し編 in湘南ビーチ（7月28日、S級素人）他出演:夏希みなみ、推川ゆうり ほか
- ラグジュ人妻淫猥生中出し（7月28日、BAZOOKA）他出演:中森いつき、坂本すみれ、森高かすみ
- 昼下がりの団地妻たちは、敷地内ではブラを着けないから乳首スケスケ!!なるべく気にしないように目をそらしていたが、一度見てしまうと二度見するほど、まだ若くて綺麗なとなりの奥さんたちのノーブラスケスケ乳首はエロすぎる!! 3（7月31日（レンタル）/8月4日（セル）、LEO）共演:水野朝陽、福咲れん
- 処女卒業!も収録! 全て新作撮りおろし! 爆烈31名5作品! 2枚組8時間スペシャァァァル 超(恥)赤面祭り2017（8月10日、SODクリエイト）※「米崎凪」名義　他出演:林明音、藤田芹奈、安明日美、三浦志帆、羽生夏実、瀬戸絢美、桜庭洋子、雨宮静香、石巻早百合、松本和月、森下はるか、葉田泉美、熊本藍、永島瑞貴、中山有紀菜、赤松空、内藤ミーア、箕輪文乃、広田美音、三國咲子、川俣陽菜子、半田伊織、小原真希、石井れみ、松丸梓、宮前志紀、柳瀬蛍、野町唄子。井出司、新谷一葉
- 完全顔出しガチナンパ!とっても優しい天使みたいなナースさんに包茎インポ童貞3重苦男子のオナニーの介抱してもらいました!! かわいすぎる裸体にズル剥けフル勃起したち●ぽを白衣の奥にズブリ! 金玉空になるまで何度も中に出しました!（8月11日、S級素人）※「みさき」名義　他出演:あや、ゆうき、さゆり
- 栗の華の匂いと愛液に塗れた、御籠りセックス。 最近セックスに目覚めた清楚な人妻は、未経験の濃厚快感に咽び泣き、肢体を震わせて一夜を過ごす…。（8月13日、オーロラプロジェクト・アネックス）
- め○ん一刻みたいな美人大家さんを催眠術でいいなりにして中出し共同生活。（8月25日、h.m.p DORAMA）
- この人妻、犯してやる… 妄想強めのスレンダー人妻を一日中イカせ続ける（8月25日、人妻花園劇場）※「ゆき」名義
- うまなみの兄にめろめろにされた弟嫁（8月31日、タカラ映像）
- 夫のチ○ポしか知らない素人妻は初めての風俗体験でデカチンの客に迫られたら本番まで許してしまうのか? VOL.2（9月7日、コスモス映像）※「みゆき」名義　他出演:まい、ちか
- 淫極訪問販売マーキング 「ヤレる人妻」と変態訪問販売員達に情報共有されてしまった押しに弱い清楚妻 欲情サプリ漬けと、偏執的な調教セックスで、夫を裏切りつつも悦楽に堕ちてゆく…。（9月13日、オーロラプロジェクト・アネックス）
- 完全撮り下ろし 覚醒する本能、快感に支配され濡れそぼる激烈性交（9月19日、TEPPAN）他出演:今井真由美、二階堂ゆり、九条さやか、佐倉あゆ、花咲いあん、一条綺美香
- ママとにしくんの、アブない温泉旅行（9月21日、SODクリエイト）
- 素人ヘアヌード大図鑑 〜美人妻編（9月22日、S級素人）他出演:あけみみう、中森いつき、石原恵麻、星川麻紀、水野ふうか ほか
- ぐいなま!! 〜ぐい生美女4名 生姦一番汁搾り 精子搾取100％〜（9月22日、BAZOOKA）他出演:波多野結衣、香椎りあ、桐嶋りの
- 若奥様巨乳ゴルフレッスン（9月30日、HMJM）※「ゆき」名義　他出演:玲
- 義父の巨根に完全服従 夫に内緒で悶絶し中出しを求める貞淑妻（10月6日、DOC）※「ゆき」名義　他出演:かすみ
- 巨乳女子社員だらけの下着メーカー独身寮に男はボク1人! 上京して都会の下着メーカーに運良く就職して独身寮に入ったら女性しかいない!職場でも寮でも女性の下着姿だらけでもう24時間勃起しまくり!なんとか隠し通せていたと思ったらバレバレで、仕事のストレス発散代わりに誘惑されまくり!しかも、しかも、寮でのアフター5もエッチを求められまくりでハメられまくり!職場でも寮でもエッチする毎日!（10月7日、Hunter）共演:成海夏季、斉藤みゆ、八ッ橋さい子、はるのるみ、新垣智江 ほか
- 【今回だけ中出し容認】 AV女優とプライベートで秘湯『生』パコ!　一泊二日、孕ませ温泉旅行。 〜癒し系THEイイ女 清城ゆき 三十一歳の場合〜（10月13日、EROTICA）
- 童貞息子の将来を気にした巨乳の母が優しく性教育! 愛撫だけで連続射精する敏感チ○ポを強化するため妊娠覚悟の生挿入! 優しいスローピストンでチ○ポの形を噛み締めながら連続絶頂! 親子にも関わらず早漏改善するまで何度も中出し! 2（10月13日、V&R PRODUCE）他出演:三島奈津子、彩奈リナ、本真ゆり
- ママのリアル性教育（10月19日、グローリークエスト）
- 温泉旅行で淫らな私は何度も絶頂する。（10月27日、個性派Director's）

- 小柄でもFカップのゆきさんは、セクハラされまくりでも拒めないホテルのベルガール 清城ゆき(11月13日 AVSCollector’s)
- 同居中のお義父さまが最近…通販でバイアグラを購入しているようなのです…。 (11月17日、MARX)
- 黒人英会話NTR 清城ゆき(12月13日 ワンズファクトリー)

### イメージDVD
- 柔らかいの（2016年9月2日、DIGIPLAN）※「南野結香里」名義
- 完全ドキュメント! 現役グラビアアイドル玄関開けたら2分で極エロデビュー!（2017年9月29日、オルスタックソフト販売）※「ユキ」名義